# Ezekijin tunel
Ezekijin tunel, ili Siloamski tunel (hebrejski:נִקְבַּת השילוח, Nikbat HaShiloah) je tunel prokopan ispod Davidova grada u Jeruzalemu prije 701. godine prije Krista tijekom Ezekijine vladavine Kraljevstvom Judom. Tunel se spominje u bibliji u Drugoj knjizi o Kraljevima 20 20. Biblija također govori o pripremama prije asirske opsade Jeruzalema, "Sabralo se mnogo naroda te su začepili sva vrela i potok koji teče posred zemlje..." Druga knjiga Ljetopisa 32. Starost tunela pouzdano je određena uklesanim Siloamskim natpisom te datiranjem organskog materijala pronađenim u prvotnoj žbuki. Jedan je od rijetkih spomenika iz osmog stoljeća prije Krista koje suvremeni posjetitelj ne samo da može vidjeti nego se može prošetati kroz njega.
Tunel vodi od izvora Gihon do kupališta Siloama, napravljen je kao akvadukt kako bi Jeruzalem opskrbio vodom za vrijeme nadolazeće asirske opsade koju je predvodio Sanherib. Zavojiti tunel dugačak je 533 m, a primjenom 30 cm (0,6 ‰) visinskog pada između izvora i kraja tunela vodio je vodu prirodnim padom sve do kupališta. 
Prema Siloamskom natpisu tunel su istovremeno kopale dvije skupine, svaka sa svoje strane, te su se susrele u sredini. Danas je natpis dijelom nečitljiv i moguće je da je sadržavao više podataka. Iz same konstrukcije jasno se vidi da je tijekom kopanja više puta došlo do grešaka u smjeru kopanja. Nedavna istraživanja odbacila su pretpostavku da je tunel možda proširena prirodna krška tvorevina.
Danas se smatra da je teškoća kopanja tunela s obje strane zaobiđena navođenjem udarcima po tvrdoj stijeni s gornje strane koji su zvukom navodili radnike u tunelu.

## Porijeklo i upotreba
Stari grad Jeruzalem, pošto je na uzvisini, bilo je lako braniti gotovo sa svih strana, ali je imao nedostatak pitke vode jer je glavni izvor Gihon na litici koja gleda na Cedronsku dolinu. Ovo je veliki vojni nedostatak jer su svake zidine koje bi bile dovoljno visoke za obranu ostavljale izvor Gihon na vanjskoj strani i time ostavljale grad bez pitke vode u slučaju opsade.
Biblija navodi da je kralj Ezekija (o. 8. st. prije Krista), u strahu od asirske opsade, zatvorio izvor izvan grada i preusmjerio vodu kroz tunel u tadašnje kupalište Siloam. Ipak danas se zna (od 1997. godine) da je već ranije Warenovo okno bilo jaka utvrda na izvoru Gihon. Ovo okno nije akvadukt pa je vodu trebalo ručno prenositi, što se Ezekielu, kako izgleda, nije činilo dostatnim.
Godine 1899. pronađen je drevni tunel koji je također vodio od izvora Gihon do kupališta Siloam nešto izravnijim pravcem. Danas je ovaj kanal prema procjeni njegove starosti naziva Kanal iz srednjag brončanog doba. Ronny Reich utvrdio je da potječe iz otprilike 1800. godine prije Krista pa je voda već znatno prije Ezekijina doba bila preusmjerena. Čini se da je početno ovaj kanal bio izgrađen kao jarak u tlu dubine nekih 6 m te prekriven velikim kamenim pločama skrivenim raslinjem. Uži je od tunela, ali se gotovo čitavom duljinom i ovog prokopa može hodati. Osim izlaza u kupalište Siloam visine 1 m, postoje još neki manji ispusti koji su navodnjavali vrtove okrenute Cedronskoj dolini. Ezekijin tunel načinjen je kako bi zamijenio ovaj tunel jer je opsadna vojska prilično lako mogla otkriti i uništiti Kanal iz srednjag brončanog doba.  
Ezekijinim tunelom kojega je 1838. godine otkrio američki znanstvenik Edward Robinson još se i dan danas može proći od jednog do drugog kraja.
Réci u bibliji koji se odnose na Ezekijin tunel su sljedeći:
"Ostala povijest Ezekijina, svi njegovi pothvati i kako je sagradio ribnjak i prorov da dovede vodu u grad, zar sve to nije zapisano u knjizi Ljetopisa judejskih kraljeva?"
Druga knjiga o Kraljevima 20 20
"Ezekija, vidjevši gdje je došao Sanherib i kako snuje da zavojšti na Jeruzalem, posavjetova se s knezovima i s junacima da začepi vodene izvore koji bijahu izvan grada. Oni mu podupriješe osnovu. Sabralo se mnogo naroda te su začepili sva vrela i potok koji teče posred zemlje; govorahu: 'Zašto da asirski kraljevi nađu toliko vode kad dođu!'" 
Druga knjiga Ljetopisa 32 2-4
"Isti je Ezekija začepio gornji izvor Gihonske vode i svrnuo je pravo na zapadnu stranu Davidova grada. Ezekija je bio sretan u svakom poslu."
Druga knjiga Ljetopisa 32 30

## Dvojbe o datiranju
Iskapanja koja su vodili Ronny Reich s Fakulteta u Haifi i Eli Shukron iz Izraelske uprave za starine otvorila su sumnju u točnost tvrdnje da je tunel izgrađen za vrijeme vladanja Ezekije. Oni tvrde da dokazi upućuju na vrijeme izgradnje nekoliko desetljeća ranije, na kasno deveto ili rano osmo stoljeće. Primjećuju da biblijski odjeljci ne naznačuju točno mjesto te misle da odjeljak upućuje na radove u području Mamile.

## Vanjske poveznice
- Siloamski tunel akvadukt na Židovskoj enciklopediji (engl.)
- Hezekiah's tunnel BiblePlaces.com članak sa slikama i poveznicama (engl.)
- A Tiny Piece of the Puzzle: Six-Letter Inscription Suggests Monumental Building of Hezekiah Biblical Archaeology Review (engl.)
- City of David Stranica o arheološkim iskapanjima Davidiva grada (engl.)
- Ezekielov tunel: Živi dokaz Božje veličine  Arhivirana inačica izvorne stranice od 25. prosinca 2011. (Wayback Machine) (engl.)